# Mont Barker (Australie-Méridionale)
Le mont Barker (altitude du sommet : 517 m) est une colline située à l'est de la ville de Mount Barker à 35 km au sud-est du centre-ville d'Adélaïde en Australie-Méridionale.
La colline dispose de nombreux chemins de randonnée.
Son sommet est occupé par des relais radios et téléphoniques.
Elle doit son nom à l'explorateur britannique Collet Barker.